# Карл Брунер
Карл Брунер (16 февруари 1916 – 9 май 1989) e швейцарски икономист. Неговият основен интерес в икономиката е бил същността на процеса на паричния резерв и снабдяване, както и философия на логиката и науката. Той се премества в САЩ през 1943.